# Klára Dobrev
Klára Dobrev (ur. 2 lutego 1972 w Sofii) – węgierska polityk i prawniczka, posłanka do Parlamentu Europejskiego IX i X kadencji.

## Życiorys
Córka Bułgara i Węgierki; jej dziadek od strony matki, Antal Apró, był prominentnym działaczem komunistycznym. Absolwentka ekonomii (ze specjalnością w zakresie integracji europejskiej) na uczelni ekonomicznej w Budapeszcie (przekształconej później w Uniwersytet Korwina w Budapeszcie). Ukończyła następnie studia prawnicze na Uniwersytecie im. Loránda Eötvösa w Budapeszcie, a także zdała państwowy zawodowy egzamin prawniczy. Pracowała w międzyczasie w organizacji studenckiej AIESEC i w prywatnych przedsiębiorstwach.
Od 1998 do 2000 pełniła funkcję zastępczyni dyrektora generalnego jednego z departamentów w ministerstwie finansów. W 2001 podjęła pracę jako nauczyciel akademicki na ELTE. W 2002 kierowała gabinetem Pétera Medgyessya, kandydata Węgierskiej Partii Socjalistycznej na urząd premiera. Następnie do 2004 była wiceprzewodniczącą rządowego biura zajmującego się integracją europejską. Zrezygnowała z tego stanowiska, gdy jej mąż objął urząd premiera. Stanęła na czele węgierskiego komitetu organizacji ONZ Kobiety. W 2009 została dyrektor generalną w przedsiębiorstwie doradczym należącym do jej męża.
Zaangażowała się też w działalność polityczną w ramach założonej przez Ferenca Gyurcsánya Koalicji Demokratycznej, w 2019 została liderką jej listy wyborczej do Europarlamentu. W wyniku głosowania z maja 2019 uzyskała mandat europosłanki IX kadencji. W lipcu została wybrana na wiceprzewodniczącą Parlamentu Europejskiego, pełniła tę funkcję do stycznia 2022. W październiku 2021 ubiegała się o wybór na lidera zjednoczonej opozycji w wyborach w 2022; w drugiej turze głosowania pokonał ją jednak Péter Márki-Zay. W wyborach tych uzyskała mandat poselski, zrezygnowała jednak z jego objęcia. W 2024 została wybrana do Europarlamentu X kadencji. W czerwcu 2025 objęła funkcję przewodniczącego Koalicji Demokratycznej.

## Życie prywatne
Została trzecią żoną Ferenca Gyurcsánya, z którym ma troje dzieci. W 2025 ogłoszono, że małżonkowie znaleźli się w separacji, deklarując zakończenie małżeństwa przez rozwód.
W 2013 znalazła się na liście 100 Women, publikowanym przez BBC zestawieniu najbardziej inspirujących i wpływowych kobiet. W 2016 „Forbes” umieścił ją na siódmym miejscu najbardziej wpływowych kobiet w węgierskim życiu publicznym.